# Giovanni Mocenigo
Pour les autres membres de la famille, voir Mocenigo.
Giovanni Mocenigo (Venise, 1409 – Venise, 4 novembre 1485) est un homme politique italien du XVe siècle, qui est le 72e doge de Venise, élu le 18 mai 1478.

## Biographie
Fils de Leonardo Mocenigo et Francesca Molin, frère du doge Pietro Mocenigo (1474-1476), Giovanni vit dans l'ombre de son frère ; il n'a pas fait une grande carrière dans le secteur public même si, selon certaines hypothèses, cela serait dû au fait que son frère ayant obtenu, quelques années auparavant, la charge de doge, le gouvernement aurait souhaité éviter de concentrer trop de pouvoir entre les mains d'une même famille.
Il épouse Taddea Michiel, qui meurt de la peste le 23 octobre 1479.
Selon certains chroniqueurs, il est élu plus pour les mérites de son frère que pour les siens ; cependant, l'historien Da Mosto rapporte des chroniques dans lesquelles il est présenté en «homme tranquille, humain, libéral, droit et juste», donnant une bonne impression de ce personnage.
Préférant se baser sur les faits plutôt que sur des points de vue souvent influencés par des opinions politiques, Mocenigo est considéré comme un bon doge et, bien que contraint à une onéreuse paix avec les Turcs en 1479, il gouverne la ville avec énergie et sûreté.

## Le dogat
Giovanni est élu après le huitième scrutin, le 18 mai 1478, grâce à l'appui des quelques parents influents.
Son règne débute avec les derniers affrontements de la première longue guerre turco-venitienne (1463-1479).
La disproportion des forces oblige la république à une onéreuse paix : le 25 janvier 1479, elle doit céder plusieurs forteresses et payer un lourd tribut pour pouvoir commercer librement sur les terres de l'empire ottoman.
La guerre terminé, la peste s'installe et, après avoir fauché la plus grande partie de la population citadine, emporte la femme du doge. Le doge aussi en est atteint mais il réussit à survivre.
En 1480, alors que le Levant est pacifié, la tension monte avec la terre ferme. Venise, désormais puissance nationale, voit d'un mauvais œil la présence dans la Polesine du duc de Ferrare Ercole d'Este soutenu par le roi de Naples Ferdinand Ier.
Grâce à une alliance d'intérêt avec le pape Sixte IV qui espère obtenir des bénéfices pour son neveu Girolamo Riario, Venise entre en guerre et bat le duc bien que le pape ait changé de camp, pour des raisons d'opportunisme. La paix est signée le 7 août 1484 à Bagnoli et donne la Polesine à la Sérénissime. Entre-temps, le 14 septembre 1483, un incendie détruit le palais des Doges et, rapidement, de gros travaux de reconstruction débutent.
Le doge Mocenigo, lors de l'été 1485, est touché pour la seconde fois par la peste. Il en meurt le 4 novembre 1485 et est enterré rapidement et en secret afin d'éviter la contagion. Depuis sa mort, tous les enterrements de doges se feront avec de faux cadavres.
Son tombeau en marbre de Carrare réalisé par le sculpteur vénitien Tullio Lombardo se trouve dans la basilique de San Zanipolo. La construction de ce monument débute en 1500 et s'acheve avant 1522.

## Culture populaire
Le doge Mocenigo apparaît rapidement dans le jeu vidéo Assassin's Creed II. Il sera empoisonné par Carlo Grimaldi, sous-fifre de Rodrigo Borgia, afin que l'un des Templiers de Venise lui succède. Le choix sera finalement porté sur Marco Barbarigo, qui sera lui aussi assassiné peu de temps après.

## Sources
- (it) Cet article est partiellement ou en totalité issu de l’article de Wikipédia en italien intitulé « Giovanni Mocenigo » (voir la liste des auteurs).